# Orion e o Escuro
Orion and the Dark (bra/prt: Orion e o Escuro) é um filme de animação americano de 2024, dos gêneros comédia, aventura e fantasia, produzido pela DreamWorks Animation, animado pela Mikros Animation e distribuído pela Netflix. Foi dirigido por Sean Charmatz (em sua estreia como diretor) e escrito por Charlie Kaufman, baseado no livro infantil homônimo de Emma Yarlett. A trama segue Orion, que precisa lidar com uma série de medos irracionais, incluindo o medo do escuro. Quando o Escuro, a personificação literal de seu maior medo, o visita, eles iniciam uma jornada ao redor do mundo. É estrelado pelas vozes de Jacob Tremblay, Paul Walter Hauser, Colin Hanks, Mia Akemi Brown, Ike Barinholtz, Nat Faxon, Golda Rosheuvel, Natasia Demetriou, Aparna Nancherla, Carla Gugino, Matt Dellapina e Angela Bassett.
O filme estreou no Tudum Theatre em Los Angeles em 27 de janeiro de 2024 e foi lançado na Netflix em 2 de fevereiro. Recebeu críticas positivas, com elogios ao roteiro, animação e aos temas abordados.

## Enredo
Em 1995, na Filadélfia, Orion é um garoto de 11 anos extremamente ansioso com uma lista aparentemente interminável de ansiedades e medos irracionais, como valentões, o oceano, a radiação do telefone celular, palhaços assassinos de bueiro, cair de prédios altos e o medo de ser rejeitado por sua paixão escolar, Sally, em uma visita que a escola está planejando ao planetário. Mas de todos os seus medos, o que ele mais teme é o que ele enfrenta todas as noites: o Escuro. Uma noite, Orion se assusta com um apagão repentino e, quando amaldiçoa freneticamente a escuridão, a personificação de seu pior medo aparece diante dele, ficando irritado ao ouvir Orion reclamar dele, e se oferece para ajudar o garoto relutante a vencer seus medos, mostrando a ele os benefícios da escuridão.
Durante suas "viagens", Escuro apresenta Orion a seus outros colegas de trabalho; Sono, Insônia, Silêncio, Barulhos Inexplicáveis e Bons Sonhos. Os outros repreendem Escuro por trazer Orion, sabendo muito bem de seu neuroticismo, porém, Escuro consegue convencê-los a deixá-lo acompanhá-lo para testemunhar seu trabalho, com o que eles concordam relutantemente. Enquanto viajam, Escuro mostra a Orion o que cada uma das entidades noturnas faz. A Silêncio remove os sons circundantes, trazendo apenas silêncio; A Sono induz as pessoas a dormir; O Insônia induz ansiedade em quem está dormindo, acordando-o durante a noite; A Barulhos Inexplicáveis faz vários ruídos e sons fora das casas, assustando as crianças; e a Bons Sonhos cria e produz os sonhos das pessoas. Porém as coisas começam a dar errado quando Orion, por conta de sua própria ansiedade, interfere no trabalho das outras entidades. Eventualmente, Orion se aproxima de Escuro e eles começam a se tornar amigos, fazendo o menino acabar ajudando as entidades noturnas em suas tarefas. Durante uma pausa na China, Orion descobre que Escuro tem um inimigo chamado Luz, que traz a luz do dia pela manhã, enquanto Escuro traz a noite.
Continuando sua jornada, Orion inadvertidamente comenta que Luz parece muito mais aconchegante que Escuro, já que Luz o faz se sentir seguro e aquecido. Sentindo-se desanimadas, as entidades noturnas abandonam seus deveres noturnos em favor do trabalho diurno. Irritado e triste porque os outros o abandonaram, Escuro para no meio do voo e ele e Orion pousam no topo de uma montanha. Orion se sente culpado e implora a Escuro para sair dali antes que Luz passe por ele e o desintegre. Escuro não se move e conforme Luz passa ele desaparece, abandonando Orion. Agora sozinho, Orion fica sentado no topo da montanha, que ele percebe ser na verdade as costas de uma tartaruga voadora, consumido pela culpa pelo que fez.
Quando a história acaba, em 2005, é revelado que Orion, já adulto, está contando ela para sua filha, Hypatia, para ajudar com seus próprios medos. Enquanto caminham pela cidade noturna em direção ao planetário, Hypatia fica chocada com o final e sugere uma narrativa diferente. Ao assumir a história, Orion, agora deitado na praia, encontra Hypatia, que promete ajudá-lo a consertar as coisas. Recitando um poema que ela escreveu baseado na história até agora, as entidades noturnas são atraídas para a praia, tendo testemunhado o caos que a luz do dia sem fim traz sem a noite para manter o equilíbrio. Hypatia aponta que Escuro não necessariamente se foi, pois ele é uma personificação literal do pior medo de Orion: tudo o que ele precisa fazer é dormir e sonhar com Escuro. Com a ajuda de Bons Sonhos, as duas crianças entram no subconsciente de Orion e convocam Escuro com sucesso, no entanto, o reencontro é interrompido quando a porta do armário se abre, revelando um buraco negro que suga Escuro. Orion, finalmente aprendendo a abandonar seus medos, salta para salvar seu amigo. As entidades noturnas percebem que a única maneira de salvá-los é acordar Orion, mas todas as tentativas deles falham até que, em meio a gritaria, Silêncio suga todo o som da área e diz suavemente a Orion que é hora de acordar ou ele irá perder o passeio da escola. Escuro renasce novamente, restaurando a ordem natural do mundo e devolvendo as crianças à casa de Orion antes de se despedir delas. Isso os deixa com um problema, já que Hypatia está agora há 20 anos em seu próprio passado e não tem como voltar para casa. A história é resolvida quando um garoto chamado Tycho chega em uma máquina do tempo para devolver Hypatia a sua devida linha do tempo.
A história termina novamente e é mostrado Hypatia, já adulta, contando a história para seu filho, Tycho. Terminando a história, Hypatia sai para dizer boa noite ao pai e à mãe, Orion e Sally, que já estavam idosos, enquanto a cena volta para o início do filme com Orion e Sally ainda crianças olhando para as estrelas na viagem da escola ao planetário.

## Elenco de voz
- Jacob Tremblay como Orion
  - Colin Hanks como Orion (adulto)
- Paul Walter Hauser como Dark (Escuro)
- Angela Bassett como Sweet Dreams (Bons Sonhos)
- Ike Barinholtz como Light (Luz)
- Natasia Demetriou como Sleep (Sono)
- Golda Rosheuvel como Unexplained Noises (Barulhos Inexplicáveis)/Debbie
- Nat Faxon como Insomnia (Insônia)
- Aparna Nancherla como Quiet (Silêncio)
- Carla Gugino como Mão de Orion
- Matt Dellapina como Dom Mendelson, pai de Orion
- Mia Akemi Brown como Hypatia
  - Shannon Chan-Kent como Hypatia (adulta)
- Shino Nakamichi como Sally
  - Ren Hanami como Sally (adulta)
- Jack Fisher como Richi Panichi
- Nick Kishiyama como Tycho
- Werner Herzog como Narrador

## Produção

### Desenvolvimento
No dia 12 de junho de 2023, foi anunciada uma colaboração entre a Netflix e DreamWorks Animation para a produção do filme, sendo escrito por Charlie Kaufman. No mesmo dia, durante o anual Festival de Cinema de Animação de Annecy, foram apresentados vários trechos do filme.

### Seleção do elenco
Jacob Tremblay, Paul Walter Hauser e Werner Herzog foram anunciados no elenco de voz principal. Em janeiro de 2024, foram anunciadas novas vozes ao elenco, incluindo Ike Barinholtz, Angela Bassett, Colin Hanks e Carla Gugino.

### Animação
A Mikros Animation, que colaborou com a DreamWorks Animation em Captain Underpants: The First Epic Movie, forneceu a animação do filme em seus estúdios em Paris e Bangalor. Além disso, Lloyd Taylor, que trabalhou em Spies in Disguise e Nimona, forneceu o material adicional do roteiro do filme juntamente com Brandon Sawyer, sendo este o segundo filme que Taylor trabalhou para a DreamWorks depois de Trolls Band Together.

### Música
Kevin Lax e Robert Lydecker, compositores de Kung Fu Panda: The Dragon Knight, compuseram a trilha sonora.

## Lançamento
Orion and the Dark teve sua estreia mundial em 27 de janeiro de 2024, como a matinê da noite de abertura da apresentação do Tudum Theatre em Los Angeles.
O filme foi lançado na Netflix em 2 de fevereiro de 2024.

## Recepção
No site agregador de críticas Rotten Tomatoes, 91% das 76 avaliações dos críticos são positivas, com uma classificação média de 7,1/10. O consenso do site diz: "Sendo um filme de animação incomumente ambicioso, Orion and the Dark se beneficia de um roteiro de Charlie Kaufman que não tem medo de se envolver com ideias existenciais." O Metacritic, que usa uma média ponderada, atribuiu ao filme uma pontuação de 72 em 100, com base em 23 críticos, indicando críticas "geralmente favoráveis".